# Samsung Galaxy Book
Samsung Galaxy Book là máy tính bảng Windows 10 sản xuất bởi Samsung Electronics. Nó là sự tiếp nối của Galaxy TabPro S và bao gồm 2 phiên bản: 10.6-inch và 12-inch.
Thiết bị kế thừa nó là Samsung Galaxy Book 2, được công bố vào tháng 11 năm 2018. Vào ngày 7 tháng 8 năm 2019, Samsung Galaxy Book S được ra mắt.

## Lịch sử
Vào ngày 27 tháng 2 năm 2017, Samsung tiết lộ Galaxy Book cùng với Samsung Galaxy Tab S3 tại MWC 2017.
Giá đề nghị cho phiên bản 12-inch là $1,130 (chỉ có Wi-Fi) và $1,300 (LTE của Verizon). Thiết bị 10-inch giá khởi điểm là $630.

## Thông số kỹ thuật
Galaxy Book 10 có thiết kế không dùng quạt tản nhiệt (phiên bản 12" có quạt tản nhiệt), và bên phải thiết bị là cổng kết nối USB-C. Máy nặng khoảng 650 gram cho phiên bản 10.6", và 750 gram cho phiên bản 12-inch. So với Tab S3, máy ảnh đã được đặt theo chiều ngang thay vì chiều dọc, và không có phím home vật lý. Hai loa stereo đặt ở phần đỉnh và chân máy. Trên đỉnh gồm nút nguồn, điều chỉnh âm lượng và hai microphone.
Máy tính này sẽ giữ lại một số tính năng thường thấy trên Samsung Galaxy Note series, như Air Command, Smart Select, Samsung Notes,... Cả hai phiên bản đều có bút S Pen (lần đầu tiên xuất hiện trên sản phẩm Windows), và một bàn phím có thể tháo rời. Galaxy Book còn hỗ trợ công nghệ sạc nhanh cho phép máy tính bảng sạc đầy trong khoảng thời gian ngắn. Thời gian sử dụng 10.6-inch kéo dài 10 giờ, và bản 12-inch là 10.5 giờ.
Độ phân giải màn hình 1920x1280 TFT FHD (10.6-inch) và 2160x1440 AMOLED (12.0-inch) với tỉ lệ 3:2. S-pen cung cấp 4096 mức độ nhận biết lực.